# Cabó
Cabó är en kommun i Spanien.   Den ligger i provinsen Província de Lleida och regionen Katalonien, i den nordöstra delen av landet, 500 km öster om huvudstaden Madrid. Arean är 80 kvadratkilometer. Cabó gränsar till Les Valls d'Aguilar, Ribera d'Urgellet, Fígols i Alinyà, Organyà, Coll de Nargó, Abella de la Conca och Conca de Dalt. 
Terrängen i Cabó är kuperad åt sydväst, men åt nordost är den bergig.